# Hill station

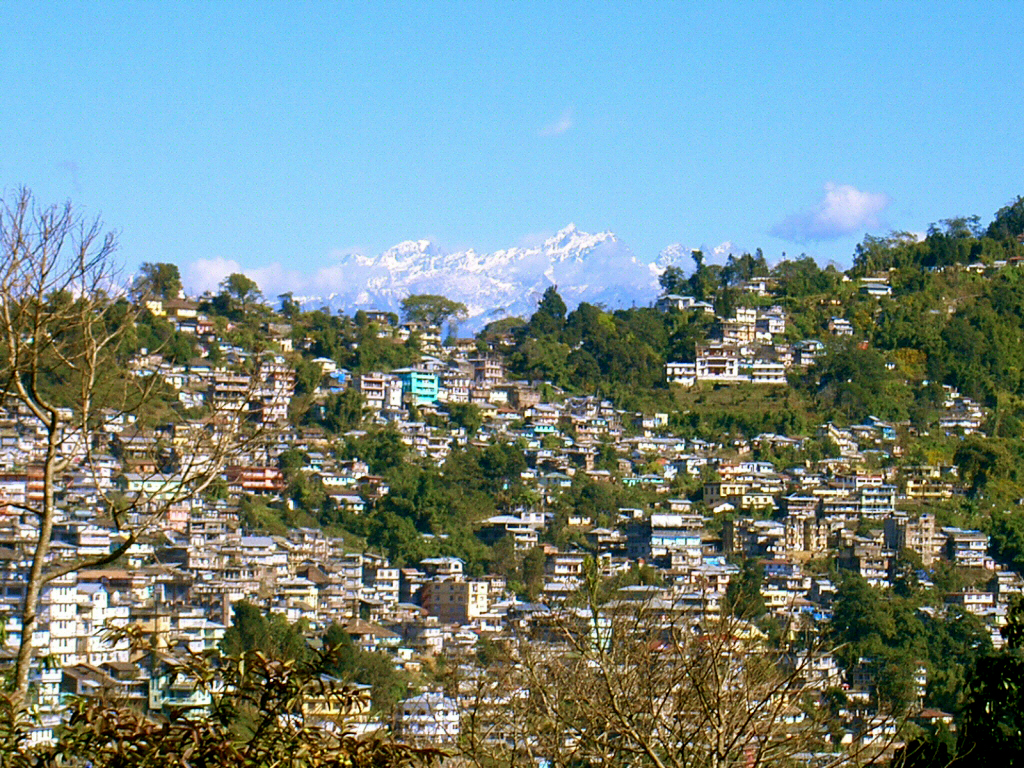
Gezicht op Kalimpong vanaf een tegenoverliggende berghelling, op de achtergrond is de Grote Himalaya te zien. Kalimpong is een hill station in de Siwaliks van Bengalen.

Een hill station is in het Indisch subcontinent een plaats in de bergen waar het klimaat dankzij de hoogte in de zomers milder is dan in de vlakten. De term werd bedacht door de victoriaanse Britten (die middelgebergte en zelfs hooggebergte in India the hills noemden), maar is tegenwoordig ook nog gebruikelijk.
Hill stations werden door de Britten aangelegd in al hun koloniën in Azië (in Afrikaanse koloniën kwam het concept minder vaak voor). In de zomer, als het naar Europese begrippen zinderend heet kan zijn in India, vluchtten de koloniale machthebbers (de Raj) naar de hill stations, waarbij vaak de complete administratie en regering van provincies, prinsenstaten of districten meeverhuisde. Zodoende hadden (en hebben) veel bestuurlijke indelingen op het subcontinent een zomer- en een winterhoofdstad. In de Britse tijd was zelfs de regering van India 's zomers niet in Delhi maar in Shimla gevestigd.
De Britten, vooral de British Indian Army, stichtten in totaal rond de 50 tot 80 hill stations op het subcontinent. Andere hill stations werden door lokale heersers aangelegd, die het idee van de Britten overnamen. Hill stations zijn meestal op een bergtop of bergkam gebouwd, tussen de 1000 en 2500 m boven zeeniveau. Op deze hoogte groeit op het Indisch Subcontinent meestal subtropisch of gematigd bos. In veel hill stations kan het 's winters vriezen of sneeuwen.
In sommige gevallen werden spoorlijntjes aangelegd naar een hill station. In de Britse tijd werden veel villa's gebouwd die als tweede huis van de koloniale machthebbers dienden.
De meeste hill stations verloren na de onafhankelijkheid van India en Pakistan in 1947 hun administratieve functie als zomerhoofdstad. Nog steeds ontvangen ze 's zomers veel gasten; tegenwoordig westerse toeristen, hippies of rijkere lokale toeristen die de warmte van de vlakte willen ontvluchten.